# Les Quatre Justiciers
Cet article concerne le roman. Pour l’article sur le film, voir The Four Just Men.
Les Quatre Justiciers —  The Four Just Men  dans l'édition originale britannique— est un roman policier britannique d'Edgar Wallace, publié en 1905.
Selon Claude Mesplède, dans l'immense production d'Edgar Wallace, les héros des Quatre Justiciers « brillent d'un éclat particulier, d'autant qu'ils apparaissent dès le premier roman policier de l'auteur. »

## Résumé
Gentlemen britanniques jeunes, virils et fortunés, Raymond Poiccart, Leon Gonzalez et George Manfred se sont associés pour former le groupe des « Quatre Justiciers ». Juges, jurés et bourreaux, ces hommes ont éliminé voleurs, meurtriers, violeurs et déjà seize politiciens véreux, que l'appareil de la justice n'a pas été en mesure de châtier. Ils ne sont plus que trois depuis le décès à Bordeaux de Merel, le quatrième membre. Aussi l'association a-t-elle recruté un certain Thory pour mener à bien leur toute nouvelle mission. 
Cette fois-ci, les « Quatre Justiciers » somment Sir Philip, un ministre d'État, de retirer son projet de loi inique sur l'extradition des étrangers. Devant son refus, ils décident de l'exécuter. Prévenu par des menaces, le ministre fait appel à la police. Scotland Yard est sur les dents. L'inspecteur Falmouth a pris toutes les précautions pour assurer la protection du politicien. C'est oublier la science du déguisement et l'ingéniosité supérieure des Quatre Justiciers. Quand Big Ben achève de sonner l'heure, un cri retentit dans le bureau de Sir Philip.  

## Honneurs
Les Quatre Justiciers occupe la 100e place au classement des cent meilleurs romans policiers de tous les temps établi en 1990 par la Crime Writers' Association. 

## Éditions
Édition originale britannique
- (en) Edgar Wallace, The Four Just Men, Londres, Tallis Press, 1905 – édition originale britannique

Éditions françaises
- (fr) Edgar Wallace (auteur) et Georges Mal (traducteur), Les Quatre [«  The Four Just Men »], Paris, Éditions Gallimard, coll. « Les Chefs-d'œuvre du roman d’aventures », 1930, 224 p. (BNF 31617988)
- (fr) Edgar Wallace (auteur) et Jean Muray (traducteur), Les Quatre Justiciers [«  The Four Just Men »], Paris, Hachette, coll. « Le Point d'interrogation », 1962, 189 p. (BNF 33220019)
- (fr) Edgar Wallace (auteur) et Jean Muray (traducteur), Les Quatre Justiciers [«  The Four Just Men »], Paris, Nouvelles Éditions Oswald, coll. « Le Miroir Obscur no 111 », 1985, 185 p. (ISBN 2-7304-0340-X, BNF 34911137)
- (fr) Edgar Wallace (auteur) et Jean Muray (traducteur) (trad. de l'anglais), Les Quatre Justiciers [«  The Four Just Men »], Paris, Librairie des Champs-Élysées, coll. « Le Masque no 2149 », 1993, 153 p. (ISBN 2-7024-2398-1, BNF 35641093)
- (fr) Edgar Wallace (auteur) et Jean Muray (traducteur) (trad. de l'anglais), Les Quatre Justiciers [«  The Four Just Men »], Paris, Deux coqs d'or, coll. « Mot de passe no 23 », 1995, 253 p. (ISBN 2-01-392091-1, BNF 35749773)

## La série desQuatre Justiciers
On retrouve les personnages dans plusieurs ouvrages, romans ou recueils de nouvelles : 
- The Four Just Men (1905), en français Les Quatre Justiciers
- The Council of Justice (1908), en français La Chambre de Justice
- The Just Men of Cordova (1917)
- The Law of the Four Just Men ou Again the Three Just Men (1921), recueil de nouvelles, en français La Loi des Quatre Justiciers
- The Three Just Men (1926), en français Les Trois Justiciers
- Again the Three Just Men ou The Law of the Three Just Men (1929)

## Adaptations

### Au cinéma
- 1921 : The Four Just Men, film muet britannique réalisé par George Ridgwell, d’après le roman éponyme
- 1939 : Les quatre justiciers (en), film britannique réalisé par Walter Forde, d’après le roman éponyme

### À la télévision
- 1959 : The Four Just Men, série télévisée britannique de 39 épisodes de 30 minutes diffusée au réseau ITC.

## Sources
- Claude Mesplède, Dictionnaire des littératures policières, vol. 2 : J - Z, Nantes, Joseph K, coll. « Temps noir », 2007, 1086 p. (ISBN 978-2-910686-45-1, OCLC 315873361), p. 603.
- Jean Tulard, Dictionnaire du roman policier : 1841-2005. Auteurs, personnages, œuvres, thèmes, collections, éditeurs, Paris, Fayard, 2005, 768 p. (ISBN 978-2-915793-51-2, OCLC 62533410), p. 598-599.